# Straßenbahnunglück von Wien-Döbling

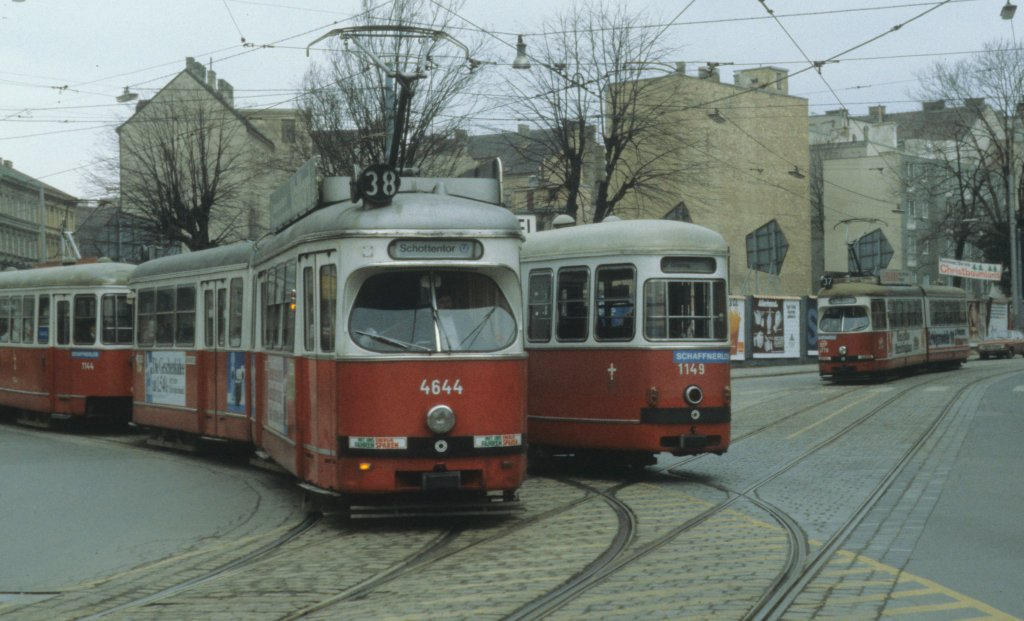
Kreuzung Billrothstraße–Döblinger Hauptstraße–Glatzgasse, auf der sich der Unfall ereignete (hier mit Garnituren E1+c3 der Linie 38 im Dezember 1980).

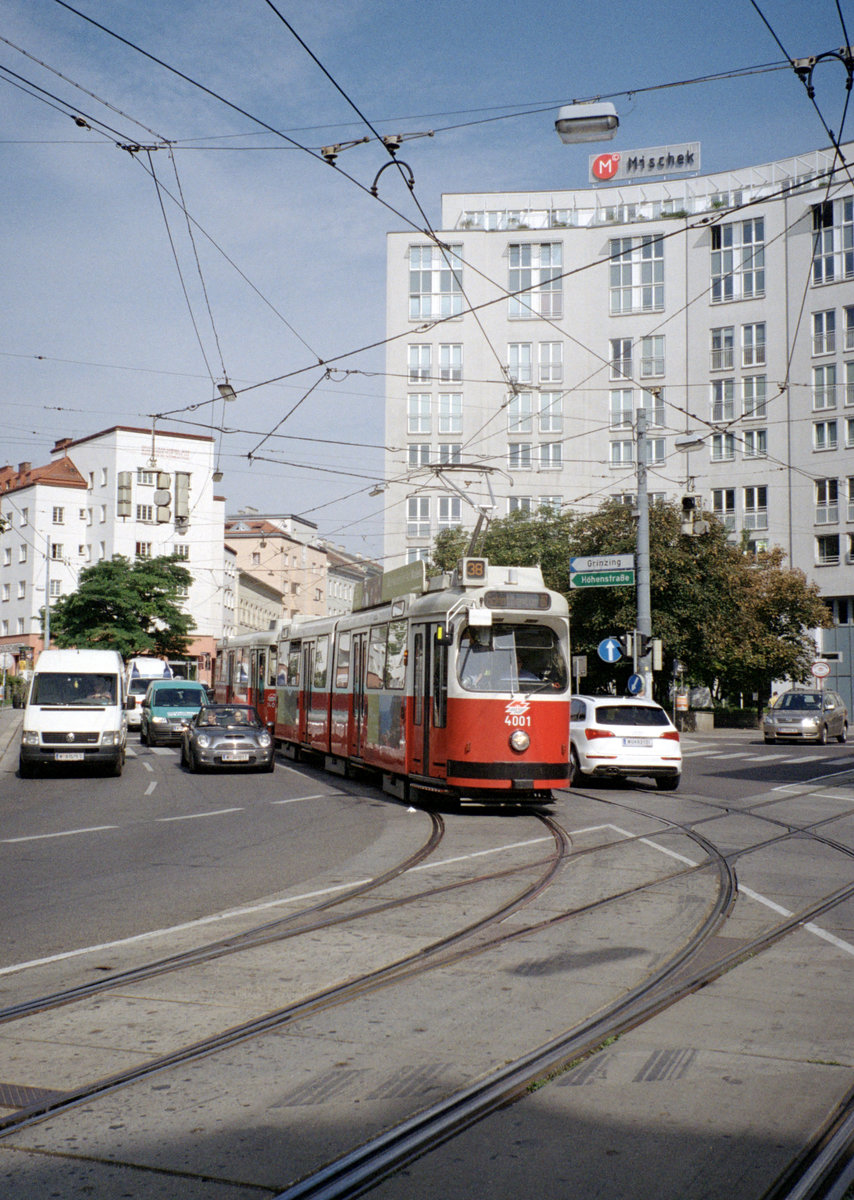
Die Kreuzung mit einer Garnitur E2+c5 der Linie 38 im August 2010.

Das Straßenbahnunglück von Wien-Döbling am 2. August 1960 war der schwerste Unfall in der Geschichte der Wiener Straßenbahn. Er ereignete sich im 19. Wiener Gemeindebezirk Döbling auf der damals noch ungeregelten Kreuzung Billrothstraße / Glatzgasse mit der Döblinger Hauptstraße. Zwei in die jeweils entgegengesetzte Fahrtrichtung fahrende Zuggarnituren der Linie 39, bestehend aus jeweils einem Triebwagen der Type K und einem Beiwagen der Type m3, waren betroffen. Insgesamt 19 Menschen (nach anderen Quellen: 20 oder 21) starben direkt beim Unfall oder an den Folgen, über hundert Menschen wurden teilweise schwer verletzt. Der Unfall gilt bis dato als das schwerste Verkehrsunglück in Wien.

## Unfallhergang
Um 16:45 (Laut Zeitung Express), bzw. 16:49 (Wiener Verkehrsbetriebe) oder 16:53 (Arbeiter-Zeitung) bzw. 16:55 Uhr (Die Presse) geriet ein von Sievering kommender und stadteinwärts fahrender Zweiwagenzug mit dem führenden Triebwagen K 2468 auf der abschüssigen Billrothstraße infolge überhöhter Geschwindigkeit außer Kontrolle. In der anschließenden Rechtskurve auf der Kreuzung Billrothstraße/Döblinger Hauptstraße entgleiste der Triebwagen und rammte mit seiner Stirnseite die linke Vorderseite des Triebwagens eines vom Schottentor kommenden Gegenzuges. Dieser fuhr gerade aus der Haltestelle aus und befand sich auf der Abzweigweiche in die Billrothstraße. Das abgerissene Dach des Unfalltriebwagens K 2468 bohrte sich bis zur Wagenmitte in den entgegenkommenden Triebwagen K 2448. Ein an der Kreuzung im Rayonsdienst stehender Polizeioberwachmann, welcher Augenzeuge des Unfalls wurde, schätzte die Geschwindigkeit der stadteinwärts fahrenden, den Unfall verursachenden Garnitur mit rund 60 km/h ein. Ein weiterer Augenzeuge meinte, „daß der Zug mit mindestens siebzig Kilometern je Stunde um die Kurve [gefahren] sein muß.“ Mehrere PKW-Lenker konnten sich nur durch „Gas-geben“ dem kommenden Unfall entziehen. Eine PKW-Lenkerin, die hinter dem nachfolgend gerammten Zug bei der Station Glatzgasse stand, und auf deren Wagenvorderteil der Triebwagen kippte, wird in der Presse mit folgenden Worten zitiert: 
„In dem Zwischenraum zwischen Triebwagen und Beiwagen des 39ers sah ich plötzlich etwas Riesiges, Rotes auf die Straßenbahn zukommen. Dann gab es einen ohrenbetäubenden Krach, eine Staubwolke, und der Triebwagen, der sich neben meinem Auto befunden hatte, kippte auf mich zu.“
Durch die Wucht des Anpralls entgleisten beide Züge. Während die Beiwagen aufrecht stehenblieben, wurden beide Triebwagen umgeworfen. Der hölzerne Wagenkasten des stadteinwärts fahrenden Triebwagens 2468 wurde zur Gänze zertrümmert und das Dach vollständig abgerissen. Der gleich alte Triebwagen 2448 des stadtauswärts fahrenden Zuges wurde durch den Aufprall teilweise zerstört. Nicht nur die im einen Fall vollständige, im anderen Fall zumindest teilweise Zerstörung der Wagenkästen, sondern auch die scharfkantigen Splitter der hölzernen Bauteile führten zu schwersten und tödlichen Verletzungen der Fahrgäste. Die Züge waren „zur Zeit des stärksten Verkehrsandranges“ mit Fahrgästen auf dem Heimweg von der Arbeit stark besetzt.
In einem Bericht der Wiener Verkehrsbetriebe liest sich der Unfallhergang wie folgt:

„Dienstag, den 2. August, um 16:49 Uhr hat ein aus der Richtung Billrothstraße kommender Zug der Linie 39 aus derzeit unbekannter Ursache die Haltestelle Billrothstraße-Döblinger Hauptstraße durchfahren, ist im Gleisbogen Döblinger Hauptstraße nächst der Glatzgasse entgleist und frontal mit der linken Triebwagen-Seitenwand eines im anderen Gleis aus der Haltestelle ausfahrenden Zuges der Linie 39 zusammengestoßen. Der Triebwagen dieses Zuges entgleiste ebenfalls. Beide Triebwagen wurden nach links umgeworfen.“

Die Tageszeitung Express brachte in einer Ausgabe „die Zeittafel der Katastrophe“:

„16:25 Abfahrt Sievering, Zug Nr. 2468

16:30 Erste Bremsschwierigkeit. Fahrgäste werden unruhig

16:40 einige Fahrgäste verlassen beunruhigt den Straßenbahnzug Nr. 2468

16:43 Haltestelle Peter-Jordan-Strasse. Wieder Bremsschwierigkeiten. Zug bleibt erst im letzten Augenblick stehen

16:44 Zug rast die abschüssige Billrothstraße hinunter, überholt Autos. Panik in den Waggons. Fahrgäste springen ab

16:45 Motorführer ist nicht mehr in der Lage, die Garnitur zu stoppen. Sie braust an der Haltestelle vorbei, springt bei den Weichen in der Döblinger Hauptstraße aus den Schienen, der Triebwagen bäumt sich auf und rammt den Triebwagen des Gegenzuges. Totales Chaos

16:47 Erste Rettungsaktionen

16:55 Voller Polizeialarm. Drei Funkwagen eingetroffen. Einsatzkommando angefordert

16:56 Sieben Rettungswagen und acht Sanitätswagen auf der Fahrt zur Unfallstelle

17:00 Feuerwehr greift ein. Passanten bergen zusammen mit Polizisten und Feuerwehrmännern die Schwerverletzten

17:05 Der erste Arzt an der Unfallstelle. Unmittelbar darauf Großeinsatz der Sanitäter

17:10 50 Mann Polizeieinsatzkommando eingetroffen. Unfallstelle wird abgeriegelt

17:15 Funkwagen Richard meldet: 20 Personen sind verletzt.

17:16 Funkwagen Richard meldet: Mindestens 30 Personen schwer verletzt. Chaos auf der Straße. Lautsprecherwagen dringend erforderlich

17:20 Abtransport der Verletzten beginnt. Alle Ärzte der Umgebung werden alarmiert.

17:25 Alarm in den Krankenhäusern. Operationssäle werden freigemacht

17:30 Abtransport der Schwerverletzten beendet

17:32 Menschansammlung vor den Spitälern

17:35 Polizei schreitet ein. Krankenhaus Webergasse muß abgeriegelt werden

17:40 Erste genaue Meldung: 10 Tote, 30 Schwer-, 50 Leichtverletzte

17:50 Das elfte Todesopfer

18:00 Noch kein Todesopfer identifiziert

18:03 Der Name des ersten toten ist bekannt: Motorführer Franz Trumler [eigentlich: Johann Trumler laut den Berichten in der Arbeiter-Zeitung]

21:10 Neun Leichen im Gerichtsmedizinischen Institut. Nicht identifiziert.

22:05 16 Todesopfer“

## Nach dem Unglück
Unmittelbar nach dem Unglück begaben sich der Wiener Bürgermeister Franz Jonas (SPÖ) und der Innenminister Josef Afritsch (SPÖ), begleitet von den Stadträten Kurt Heller (Bauangelegenheiten), Otto Glück (Gesundheitswesen) und Johann Mandl (Kultur, Volksbildung und Schulverwaltung) an den Unfallort und trafen dort auf den bereits anwesenden Wiener Polizeipräsidenten Josef Holaubek. Nachdem Jonas den Gesundheitsstadtrat Glück angewiesen hat, „sich selbst in die Unfallstation zu begeben und persönlich die Versorgung der Schwerverletzten zu leiten“, „hielt [er] es für seine Pflicht, die Bevölkerung über das entsetzliche Unglück zu unterrichten.“ Deshalb fuhr er direkt vom Unfallort in das Funkhaus des ORF in der Argentinierstraße (4. Bezirk Wieden), wo das Radiotagesprogramm für eine Sondersendung unterbrochen wurde. Nach einer kurzen Darstellung des Unglücks von Bürgermeister Jonas, seiner Beileidsbekundung an die Angehörigen der Todesopfer und Genesungswünschen an die Verletzten, wurde der erste Satz der 9. Sinfonie von Anton Bruckner gespielt. Am Abend besuchte der Bürgermeister die in das Allgemeine Krankenhaus und in das Unfallkrankenhaus in der Webergasse gebrachten Verletzten des Straßenbahnunglücks.
In den Tagen darauf wurde umfassend über das Unglück, die Opfer und den Unfallhergang berichtet. Am Tag nach dem Unglück hatte die Arbeiter-Zeitung (AZ) von 14 Toten, darunter auch die beiden Motorführer, sowie von 30 Schwer- und vielen Leichtverletzten berichtet. Die Tageszeitung Die Presse, die auch eine Skizze über den Unfallort brachte, nannte in einem mit 2. August (dem Unfalltag) datierten Eigenbericht 16 Tote, 40 Schwerverletzte, 44 Leichtverletzte. Die offizielle Rathauskorrespondenz der Stadt Wien vom 3. August schrieb von 18 Toten und über 40 Schwerverletzten. In den weiteren Tagen wurden die Zahlen der Toten und Verletzten mehrmals nach oben berichtigt, sodass bis zum 12. August in der AZ von 19 Toten berichtet wurde.

## Unglücksursache
Der erste Verdacht auf Bremsversagen erhärtete sich nicht. Die technische Untersuchung ergab, dass Fahrschalter, Handbremsen und Schienenbremsen aller Fahrzeuge in Ordnung waren. Durch Probefahrten mit einer gleichartigen Garnitur wurde festgestellt, dass es selbst aus überhöhter Geschwindigkeit jederzeit möglich gewesen wäre, den Zug allein durch die Handbremse zum Stehen zu bringen. Die Obduktion des das Unglück verursachenden Motorführers, welcher ums Leben gekommen war, ergab, dass dieser zum Zeitpunkt des Unfalls hochgradig alkoholisiert war (2,6 Promille Blutalkoholkonzentration). Er war dadurch nicht mehr in der Lage, den Zug ordnungsgemäß zum Stehen zu bringen. Erst nach und nach wurde bekannt, dass der Fahrer schon in den Haltestellen vor dem Unfall nicht mehr korrekt anhalten konnte.

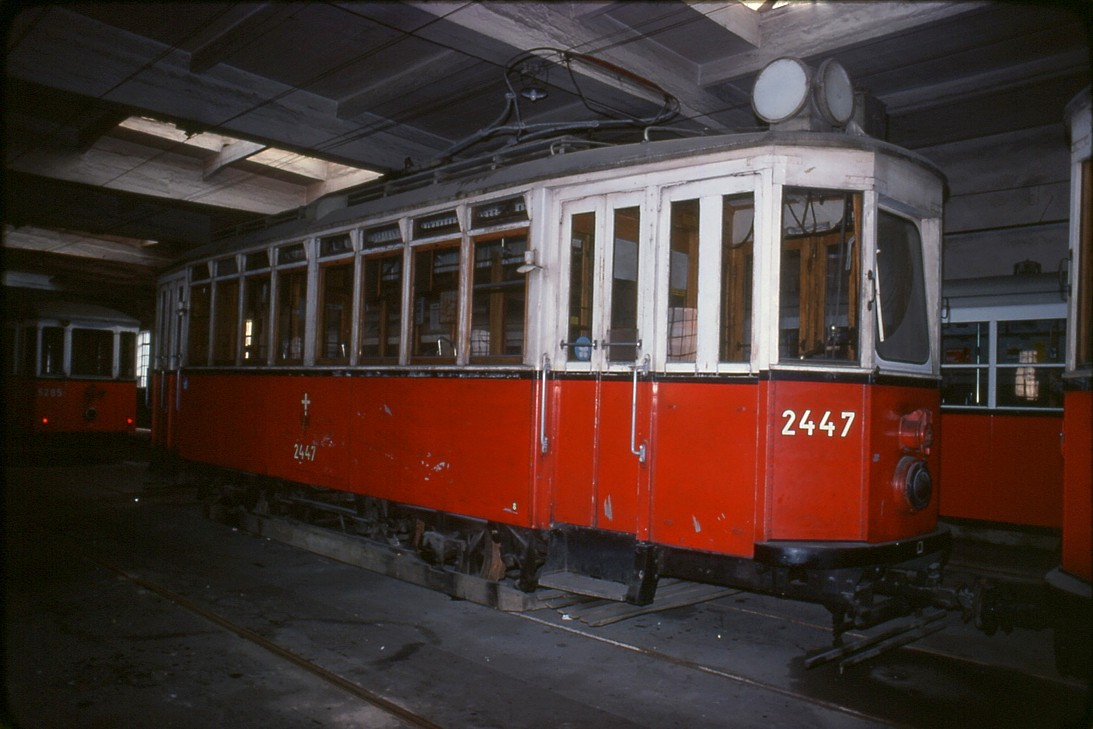
Triebwagen Type K, Nummer 2447 im Februar 1978 im Betriebsbahnhof Erdberg (die am Unfall beteiligten Triebwagen hatten die Nummern 2448 und 2468)

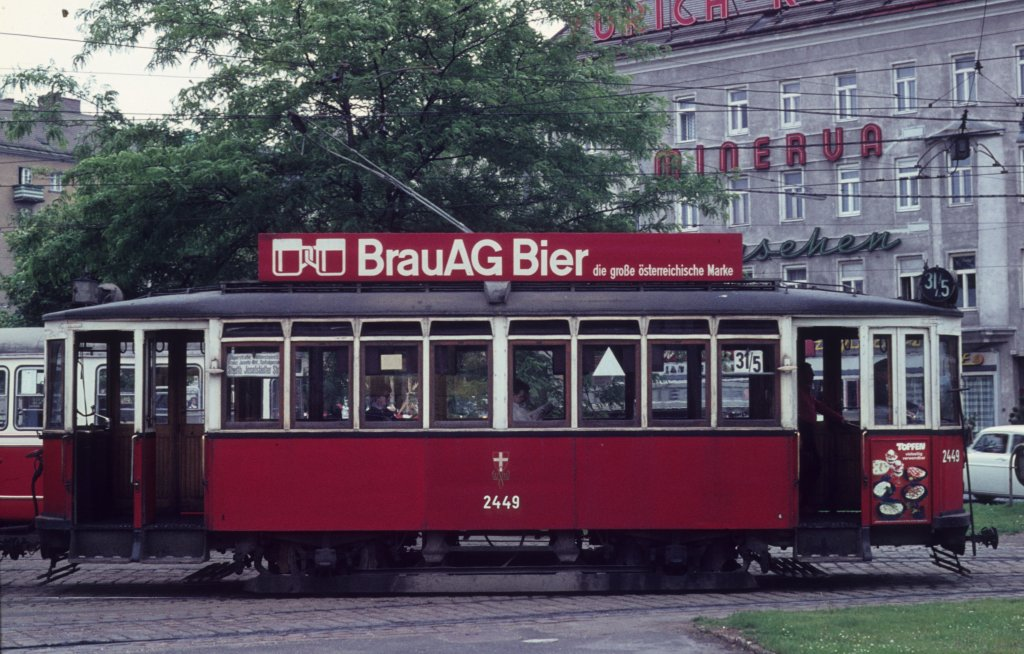
Triebwagen Type K, Nummer 2449 im Juni 1971 (die am Unfall beteiligten Triebwagen hatten die Nummern 2448 und 2468)

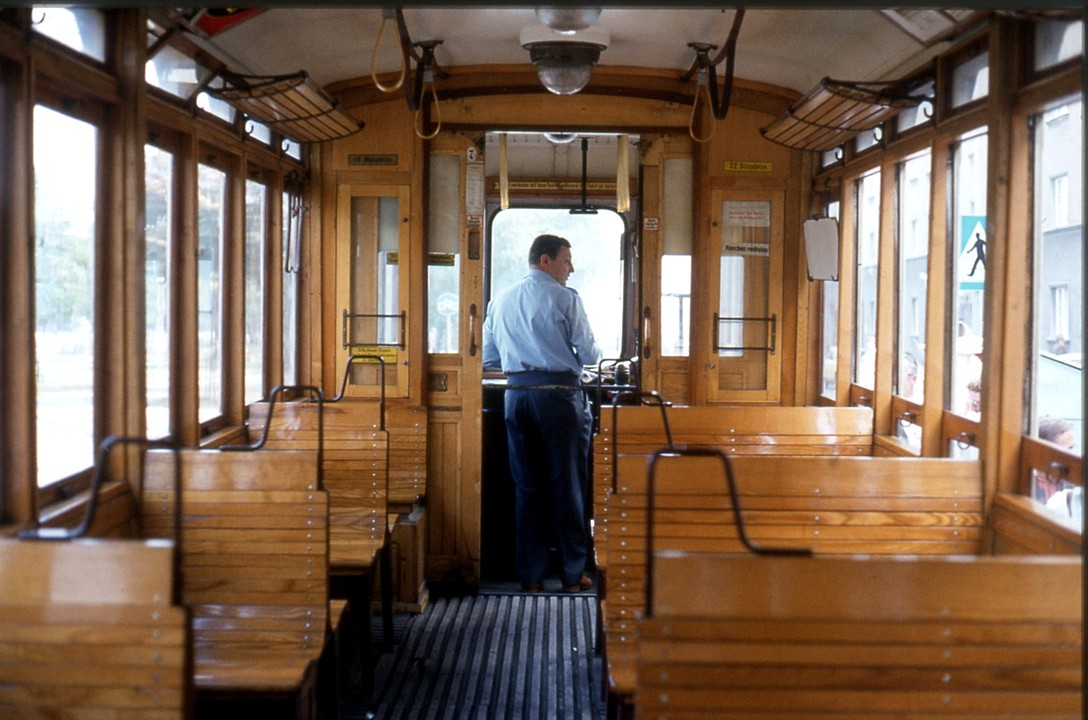
Triebwagen Type K, Nummer 2319 im September 1982 auf einer Sonderfahrt. Hier zu sehen die Wände und die Einrichtung im Innenraum völlig aus Holz; stehend am Führerstand der Straßenbahnfahrer.

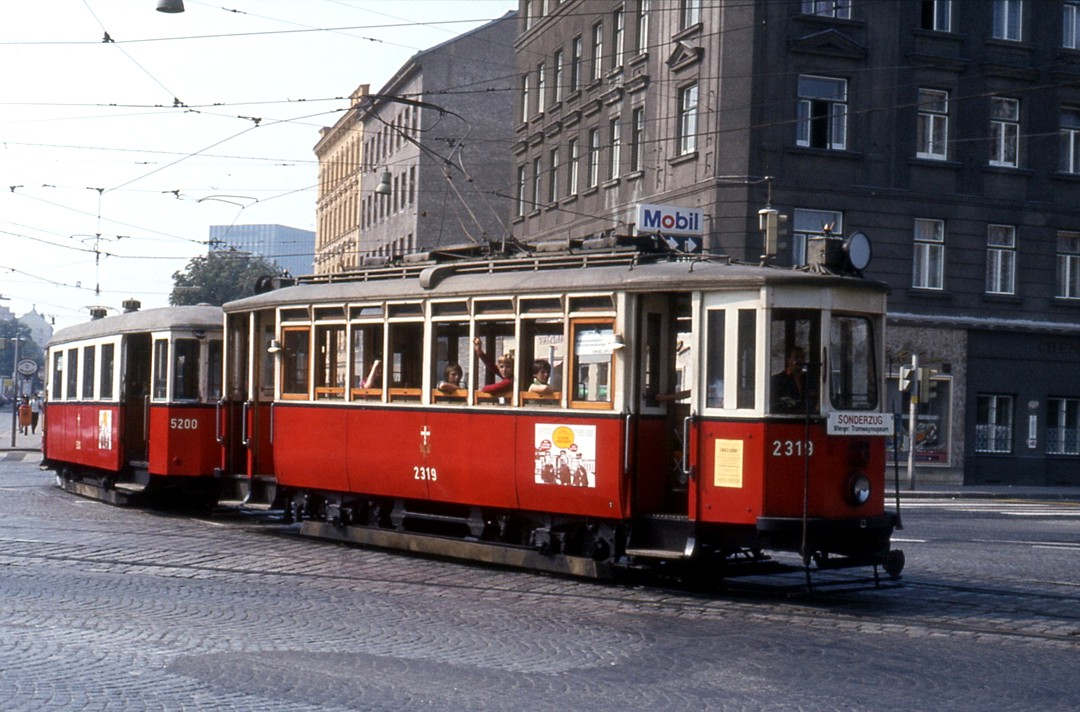
Ein Straßenbahnzug in der gleichen Zusammenstellung wie die beiden verunglückten Züge (hier die Garnitur des Vereins Wiener Tramwaymuseum (WTM) mit dem Triebwagen Type K 2319 und dem Beiwagen Type m2 5200 als Sonderfahrt im Jahr 1982).

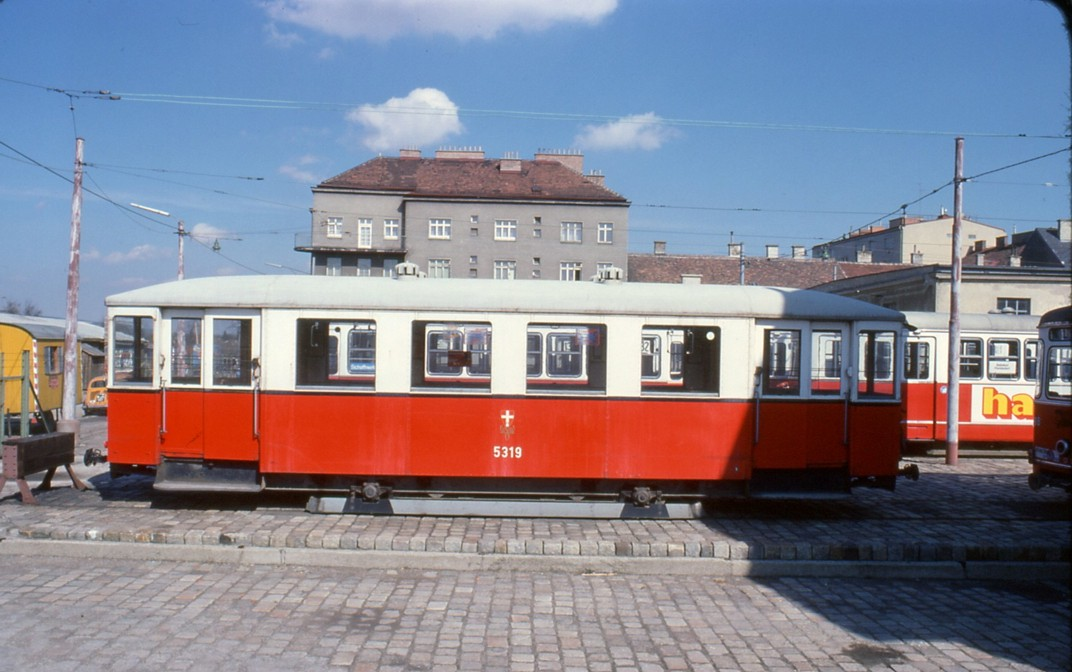
Beiwagen Type m3, Nummer 5319 im März 1979 (die am Unfall beteiligten Beiwagen hatten die Nummern 5328 und 5419)

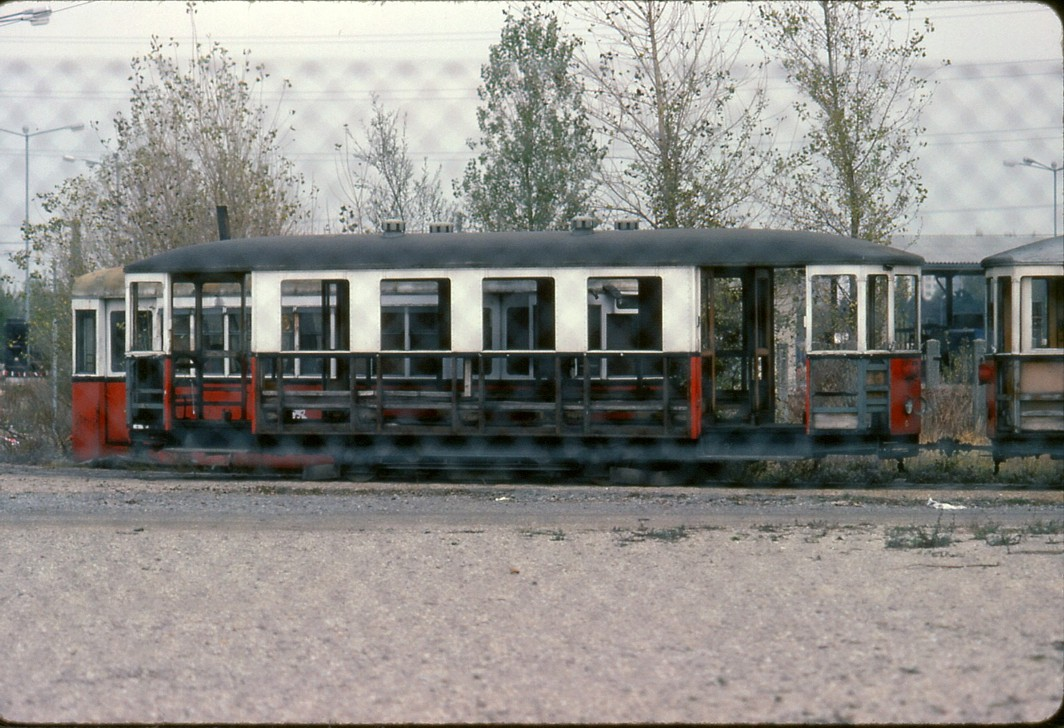
Beiwagen Type m3 im November 1979 auf dem „Schlachtgleis“ in der Hauptwerkstätte Simmering: Auf diesem Bild gut zu sehen das Gerippe des Holzkastens.

## Beteiligte Fahrzeuge und technische Untersuchungsergebnisse
Am Unfall waren zwei Zweiwagenzüge der Linie 39, beide bestehend aus je einem Triebwagen und Beiwagen beteiligt:
- Stadteinwärts talfahrend (und den Unfall verursachend):
  - Triebwagen Type K, Nr. 2468[15] (bereits mit Schienenbremse ausgerüstet). Hersteller: Simmeringer Waggonfabrik, Inbetriebnahme 30. Oktober 1913; kassiert am 15. Oktober 1961
  - mit Beiwagen Type m3, Nr. 5328; Simmeringer Waggonfabrik, 1929; kassiert am 19. Jänner 1979
- Stadtauswärts bergfahrend:
  - Triebwagen Type K, Nr. 2448;[16] Simmeringer Waggonfabrik, 30. Oktober 1913; kassiert am 1. November 1963
  - mit Beiwagen Type m3, Nr. 5419; Grazer Waggonfabrik, 1929; kassiert am 19. Jänner 1979

Der vom alkoholisierten Fahrer mit überhöhter Geschwindigkeit talwärts geführte Zug konnte nicht mehr angehalten werden und fuhr nahezu ungebremst in die Kreuzung. Die elektrische Bremse war, wie sich im Zuge der Untersuchungen herausstellte, lediglich auf Bremsstufe 2 (nach einem weiteren Bericht: Bremsstufe 3) geschaltet. Ansonsten war der Triebwagen weder durch die Handbremse, noch durch die Schienenbremse gebremst worden. Die beiden Unfallgarnituren wurden unmittelbar nach dem Unfall in den nahe gelegenen Betriebsbahnhof Gürtel verbracht und vorerst bis zur Beendigung der amtlichen Untersuchungen unter Verschluss gehalten. Nach Abschluss dieser machten die Verkehrsbetriebe ihre eigenen Untersuchungen.

### Verbleib
Während beide K-Triebwagen Totalschaden erlitten, blieben die beiden m3-Beiwagen nahezu unbeschädigt. Nach Wiederherstellung waren diese noch einige Jahre im Dienst.  Zumindest die beiden Triebwagen waren im August 1960 weiterhin im Bahnhof Gürtel vorhanden, wie die Fotodokumentation des K 2468 und des K 2448 zeigen. Der Triebwagen 2448 wurde Jahre später, gemeinsam mit zwei Beiwagen (Nummer 3605 und ein weiterer) als Dreiwagenzug auf dem Schrottplatz hinter der Abstellhalle der Remise Simmering (intern damals „Altmateriallager“ genannt) gesichtet. Oberhalb der Wagennummer war „Abgestellt“ und unterhalb „1962“ angeschrieben.

## Folgen im Wiener Straßenbahnbetrieb
Nach dem Unglück entstand eine Kontroverse zwischen dem Wiener Verkehrsstadtrat Anton Schwaiger (ÖVP) und der Gräf & Stift AG über die Gründe für Verzögerungen in der Auslieferung moderner Fahrzeuge in Ganzstahlbauweise.
Obwohl die Wiener Stadtwerke – Verkehrsbetriebe in den folgenden Jahren sukzessive moderne Fahrzeuge in Dienst stellten, verschwanden die letzten Holzaufbauwagen mit offenen Türen, Schleifringfahrschaltern und stehendem Fahrer erst im Dezember 1978 aus dem regulären Linienverkehr. Als direkte Folge des Unglücks wurde eine Geschwindigkeitsbeschränkung von 25 km/h für Fahrzeuge ohne Schienenbremse erlassen.